# Cruz Grande, Guerrero
Cruz Grande är en ort i Mexiko.   Den ligger i kommunen Florencio Villarreal och delstaten Guerrero, i den södra delen av landet, 300 km söder om huvudstaden Mexico City. Cruz Grande ligger 52 meter över havet och antalet invånare är 9 876.
Terrängen runt Cruz Grande är huvudsakligen platt, men åt nordost är den kuperad. Runt Cruz Grande är det ganska tätbefolkat, med 65 invånare per kvadratkilometer. Cruz Grande är det största samhället i trakten. Omgivningarna runt Cruz Grande är en mosaik av jordbruksmark och naturlig växtlighet.